# Księstwo inowrocławskie
Księstwo inowrocławskie – księstwo istniejące na ziemiach wokół miasta Inowrocław, istniejące w latach 1267–1364.
Księstwo powstało po śmierci Kazimierza I kujawskiego w 1267 roku, na skutek podziału księstwa kujawskiego pomiędzy Ziemomysła inowrocławskiego i Władysława I Łokietka.

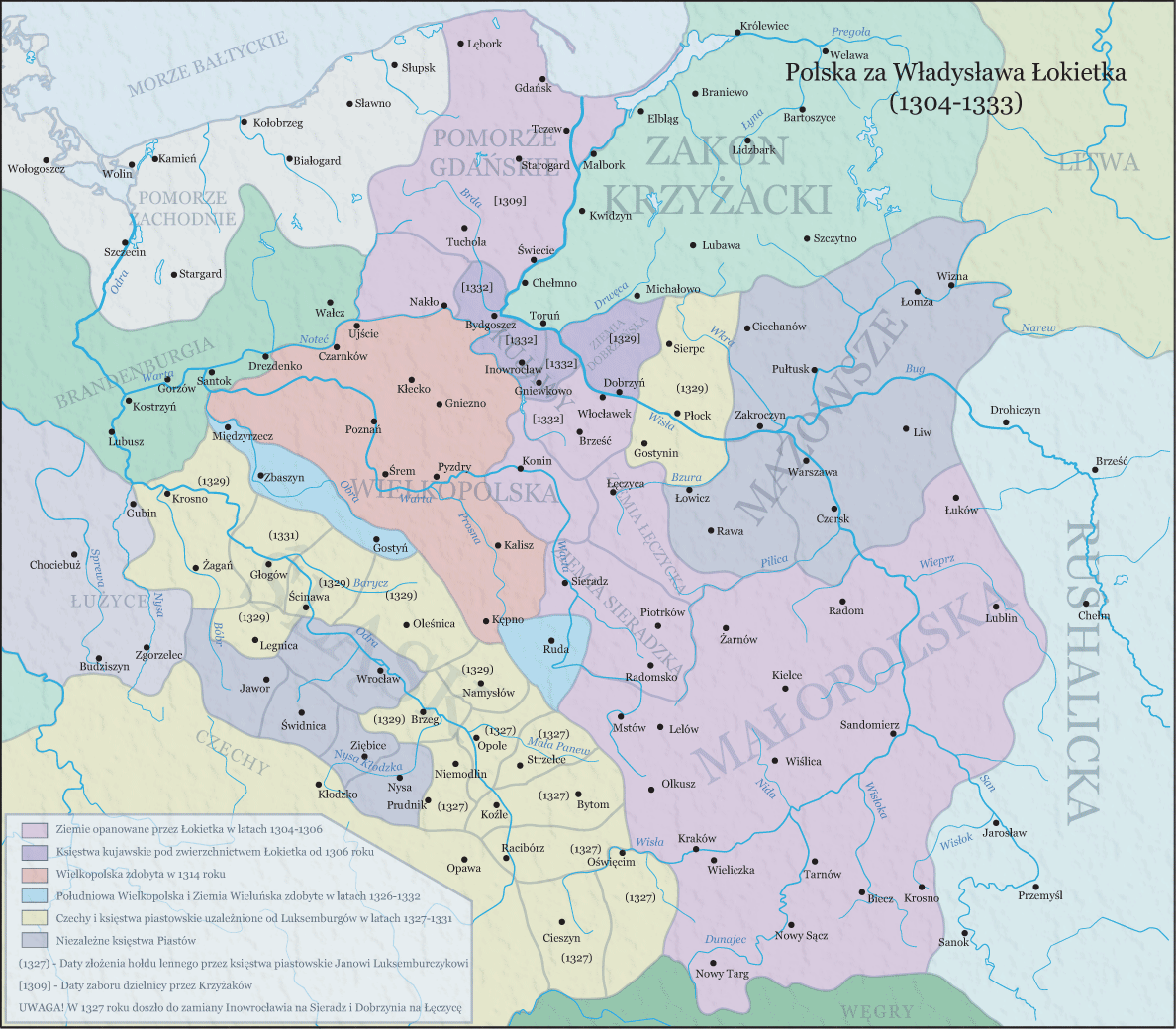
Polska za Władysława Łokietka w latach 1304–1333

Ostatnim samodzielnym księciem inowrocławskim był Przemysł inowrocławski, który od 1300 roku stał się lennikiem Wacława II, a od 1306 Władysława I Łokietka. W 1327 roku, w wyniku zamiany i rezygnacji z Inowrocławia, został on księciem sieradzkim, a księstwo inowrocławskie objął Łokietek. W latach 1332–1337 znajdowało się pod okupacją krzyżacką, po czym wróciło pod władzę Kazimierza III Wielkiego, który w 1364 roku przeprowadził inkorporację księstwa do Polski. Po jego śmierci znajdowało się jeszcze w rękach Kazimierza IV słupskiego i Władysława Opolczyka, by 1392 zostać ostatecznie włączonym do Polski.
Na terenie księstwo utworzone zostało następnie województwo inowrocławskie.

## Książęta panujący w Inowrocławiu
- Ziemomysł inowrocławski (1267-1287)
- Leszek inowrocławski (1287-1320/24)
- Przemysł inowrocławski (1287-1314, 1320/24-1327)
- Władysław I Łokietek (1327-1333)
- Kazimierz III Wielki (1333-1370)
- Kazimierz IV słupski (1370-1377)
- Władysław Opolczyk (1378-1392)